# Alberto Sinigaglia
Alberto Sinigaglia (Venezia, 20 marzo 1948) è un giornalista italiano.

## Biografia
Collaboratore di Epoca, Panorama e Il Mondo, vice direttore di Musica Viva, rivista di informazione e divulgazione musicale, nel 1970 si trasferisce a Torino, dove è assunto a La Stampa da Alberto Ronchey, inizialmente come redattore nella redazione di politica interna. Passato alla Terza pagina del quotidiano, nel 1975 guida il gruppo di giornalisti che fonda il supplemento culturale settimanale Tuttolibri. Diventa poi caporedattore delle pagine culturali del quotidiano https://www.scuolagiornalismo.it/sito/index.php/insegnanti-2010-2011/195-alberto-sinigaglia. Nel 1998 è nominato responsabile dei progetti editoriali della testata.
Ha scritto e condotto programmi radiofonici e televisivi per la Rai quali: Vent'anni al Duemila (1980) su Rai 3 (celeberrimo l'incontro con Italo Calvino) una serie di interviste raccolte poi in volume nel 1982; Addio al Novecento su Radio Tre (tra gli ospiti Alberto Arbasino e Guido Ceronetti); Fatti di famiglia; Quarto potere; Storia su Rai Sat 1.
Ha insegnato Linguaggio giornalistico presso la Facoltà di Lettere e filosofia e presso la Facoltà di Scienze Politiche dell'Università degli Studi di Torino. È stato presidente dell'Ordine dei giornalisti del Piemonte (2010-2021) Archiviato il 25 ottobre 2021 in Internet Archive.. 
È presidente della Fondazione Filippo Burzio, del Consiglio scientifico della Fondazione Cesare Pavese e, dal 2022, del Polo del 900.
È direttore del festival culturale Passepartout di Asti che fa capo alla Biblioteca astense Giorgio Faletti.  
Dirige la collana Classici del giornalismo di Nino Aragno Editore.

## Opere
- Vent'anni al Duemila, Torino, ERI 1982
- M. Bianco, A. Sinigaglia, M. Centini, Emozione Torino, Torino, Priuli & Verlucca 1999
- Mila alla Scala. Scritti 1955-1988, a cura di R. Garavaglia e A. Sinigaglia, Milano, Rizzoli 2001
- La saggezza del vivere, a cura di A. Sinigaglia, Diabasis 2003
- Norberto Bobbio. Il dubbio e la ragione, a cura di M. Assalto, A. Papuzzi e A. Sinigaglia, Torino, La Stampa 2004
- Il mio Mozart, a cura di S. Cappelletto e A. Sinigaglia, Torino, La Stampa 2005
- Giornalismo totale di Alberto Ronchey, a cura di A. Sinigaglia, Torino, Aragno Editore 2010
- Processo al liceo classico, a cura di Ugo Cardinale e A. Sinigaglia, Bologna, Il Mulino 2014
- La zanzara, il gallo e l’oboe, illustrazioni di Ugo Nespolo, Villorba, La biblioteca dei leoni, 2017
- Il pappagallo e il Doge, Villorba, La biblioteca dei leoni, 2017
- Fffortissimo, Biella, Accademia Perosi, 2020

| Controllo di autorità | VIAF (EN) 54277650 · ISNI (EN) 0000 0000 8383 4959 · SBN RAVV037735 · LCCN (EN) n87103249 · GND (DE) 1095138251 · BNF (FR) cb129241281 (data) |